# Campeonato Europeu de Esportes Aquáticos de 1995
O Campeonato Europeu de Esportes Aquáticos de 1995 foi a 22ª edição do evento organizado pela Liga Europeia de Natação (LEN). A competição foi realizada entre os dias 22 e 27 de agosto de 1995, em Viena na Áustria‎. 

## Medalhistas

### Natação
Masculino
| Evento          | Ouro                                                                             | Ouro    | Prata                                                                                | Prata    | Bronze                                                                                   | Bronze   |
| 50 m Livre      | Alexander Popov · Rússia                                                         | 22.25   | Christophe Kalfayan · França                                                         | 22.63    | Torsten Spanneberg · Alemanha                                                            | 22.66    |
| 100 m Livre     | Alexander Popov · Rússia                                                         | 49.10   | Torsten Spanneberg · Alemanha                                                        | 49.67    | Björn Zikarsky · Alemanha                                                                | 50.23    |
| 200 m Livre     | Jani Sievinen · Finlândia                                                        | 1:48.98 | Anders Holmertz · Suécia                                                             | 1:49.12  | Antti Kasvio · Finlândia                                                                 | 1:49.24  |
| 400 m Livre     | Steffen Zesner · Alemanha                                                        | 3:50.35 | Paul Palmer · Reino Unido                                                            | 3:50.43  | Anders Holmertz · Suécia                                                                 | 3:51.01  |
| 1500 m Livre    | Jörg Hoffmann · Alemanha                                                         | 5:11.25 | Graeme Smith · Reino Unido                                                           | 15:11.90 | Steffen Zesner · Alemanha                                                                | 15:20.46 |
| 100 m Costas    | Vladimir Selkov · Rússia                                                         | 55.48   | Jirka Letzin · Alemanha                                                              | 56.24    | Stefaan Maene · Bélgica                                                                  | 56.32    |
| 200 m Costas    | Vladimir Selkov · Rússia                                                         | 1:58.48 | Nicolae Butacu · Roménia                                                             | 1:59.96  | Adam Ruckwood · Reino Unido                                                              | 2:00.16  |
| 100 m Peito     | Frédérik Deburghgraeve · Bélgica                                                 | 1:01.12 | Károly Güttler · Hungria                                                             | 1:01.38  | Andrey Korneyev · Rússia                                                                 | 1:01.79  |
| 200 m Peito     | Andrey Korneyev · Rússia                                                         | 2:12.62 | Károly Güttler · Hungria                                                             | 2:12.95  | Frédérik Deburghgraeve · Bélgica                                                         | 2:14.01  |
| 100 m Borboleta | Denis Pankratov · Rússia                                                         | 52.32   | Denys Sylantyev · Ucrânia                                                            | 53.37    | Rafał Szukała · Polónia                                                                  | 53.45    |
| 200 m Borboleta | Denis Pankratov · Rússia                                                         | 1:56.34 | Konrad Gałka · Polónia                                                               | 1:59.50  | Chris-Carol Bremer · Alemanha                                                            | 1:59.96  |
| 200 m Medley    | Jani Sievinen · Finlândia                                                        | 1:58.61 | Attila Czene · Hungria                                                               | 2:00.88  | Christian Keller · Alemanha                                                              | 2:02.24  |
| 400 m Medley    | Jani Sievinen · Finlândia                                                        | 4:14.75 | Marcin Malinski · Polónia                                                            | 4:18.32  | Luca Sacchi · Itália                                                                     | 4:18.82  |
| 4x100 m Livre   | Rússia · Vladimir Predkin · Roman Shegolov · Roman Yegorov · Alexander Popov     | 3:18.84 | Alemanha · Christian Tröger · Christian Keller · Torsten Spanneberg · Björn Zikarsky | 3:19.76  | Suécia · Lars Frölander · Christer Wallin · Fredrik Letzler · Anders Holmertz            | 3:21.07  |
| 4x200 m Livre   | Alemanha · Christian Keller · Oliver Lampe · Torsten Spanneberg · Steffen Zesner | 7:18.22 | Suécia · Christer Wallin · Anders Holmertz · Lars Frölander · Chris Eliasson         | 7:19.95  | Itália · Massimiliano Rosolino · Pier Maria Siciliano · Emanuele Merisi · Emanuele Idini | 7:20.96  |
| 4x100 m Medley  | Rússia · Vladimir Selkov · Andrey Korneyev · Denis Pankratov · Alexander Popov   | 3:38.11 | Hungria · Tamás Deutsch · Károly Güttler · Péter Horváth · Attila Czene              | 3:40.88  | Alemanha · Tino Weber · Mark Warnecke · Fabian Hieronimus · Björn Zikarsky               | 3:41.55  |

Feminino
| Evento          | Ouro                                                                                 | Ouro    | Prata                                                                                | Prata   | Bronze                                                                      | Bronze  |
| 50 m Livre      | Linda Olofsson · Suécia                                                              | 25.76   | Franziska van Almsick · Alemanha                                                     | 25.80   | Angela Postma · Países Baixos                                               | 25.86   |
| 100 m Livre     | Franziska van Almsick · Alemanha                                                     | 55.34   | Mette Jacobsen · Dinamarca                                                           | 56.02   | Karen Pickering · Reino Unido                                               | 56.05   |
| 200 m Livre     | Kerstin Kielgass · Alemanha                                                          | 2:00.56 | Malin Nilsson · Suécia                                                               | 2:01.35 | Mette Jacobsen · DinamarcaKaren Pickering · Reino Unido                     | 2:01.52 |
| 400 m Livre     | Franziska van Almsick · Alemanha                                                     | 4:08.37 | Carla Geurts · Países Baixos                                                         | 4:10.73 | Irene Dalby · Noruega                                                       | 4:13.44 |
| 800 m Livre     | Julia Jung · Alemanha                                                                | 8:36.08 | Jana Henke · Alemanha                                                                | 8:36.68 | Irene Dalby · Noruega                                                       | 8:38.82 |
| 100 m Costas    | Mette Jacobsen · Dinamarca                                                           | 1:02.46 | Cathleen Rund · Alemanha                                                             | 1:02.91 | Nina Zhivanevskaya · Rússia                                                 | 1:03.06 |
| 200 m Costas    | Krisztina Egerszegi · Hungria                                                        | 2:07.24 | Dagmar Hase · Alemanha                                                               | 2:10.60 | Cathleen Rund · Alemanha                                                    | 2:10.96 |
| 100 m Peito     | Brigitte Becue · Bélgica                                                             | 1:09.30 | Svitlana Bondarenko · Ucrânia                                                        | 1:09.73 | Ágnes Kovács · Hungria                                                      | 1:10.77 |
| 200 m Peito     | Brigitte Becue · Bélgica                                                             | 2:27.60 | Svitlana Bondarenko · Ucrânia                                                        | 2:30.50 | Alicja Pęczak · Polónia                                                     | 2:30.59 |
| 100 m Borboleta | Mette Jacobsen · Dinamarca                                                           | 1:00.64 | Ilaria Tocchini · Itália                                                             | 1:01.13 | Cécile Jeanson · França                                                     | 1:01.15 |
| 200 m Borboleta | Michelle Smith · Irlanda                                                             | 2:11.60 | Mette Jacobsen · Dinamarca                                                           | 2:12.29 | Sophia Skou · Dinamarca                                                     | 2:13.31 |
| 200 m Medley    | Michelle Smith · Irlanda                                                             | 2:15.27 | Brigitte Becue · Bélgica                                                             | 2:16.15 | Alicja Pęczak · Polónia                                                     | 2:17.42 |
| 400 m Medley    | Krisztina Egerszegi · Hungria                                                        | 4:40.33 | Michelle Smith · Irlanda                                                             | 4:42.81 | Cathleen Rund · Alemanha                                                    | 4:46.22 |
| 4x100 m Livre   | Alemanha · Franziska van Almsick · Simone Osygus · Kerstin Kielgass · Daniela Hunger | 3:43.22 | Suécia · Louise Jöhncke · Louise Karlsson · Linda Olofsson · Ellenor Svensson        | 3:45.21 | Reino Unido · Sue Rolph · Claire Huddart · Alex Bennett · Karen Pickering   | 3:46.89 |
| 4x200 m Livre   | Alemanha · Dagmar Hase · Julia Jung · Kerstin Kielgass · Franziska van Almsick       | 8:06.11 | Países Baixos · Carla Geurts · Minouche Smit · Patricia Stokkers · Kirsten Vlieghuis | 8:10.17 | Reino Unido · Vickey Horner · Claire Huddart · Katja Goddard · Alex Bennett | 8:14.31 |
| 4x100 m Medley  | Alemanha · Cathleen Rund · Jana Dörries · Julia Voitowitch · Franziska van Almsick   | 4:09.97 | Hungria · Krisztina Egerszegi · Ágnes Kovács · Edit Klocker · Gyöngyver Lakos        | 4:12.00 | Espanha · María Tato · María Olay · María Peláez · Claudia Franco           | 4:12.52 |

### Maratona aquática
Masculino
| Evento | Ouro                           | Ouro      | Prata                          | Prata     | Bronze                   | Bronze    |
| 5 km   | Aleksey Akatyev · Rússia       | 55:00.3   | Christof Wandratsch · Alemanha | 56:06.8   | Samuele Pampana · Itália | 56:10.3   |
| 25 km  | Christof Wandratsch · Alemanha | 5:11:36.3 | Aleksey Akatyev · Rússia       | 5:13:49.8 | Stéphane Lecat · França  | 5:14:46.4 |

Feminino
| Evento | Ouro                    | Ouro      | Prata                          | Prata     | Bronze                     | Bronze    |
| 5 km   | Rita Kovács · Hungria   | 1:00:38.3 | Peggy Büchse · Alemanha        | 1:00:50.8 | Valeria Casprini · Itália  | 1:01:07.6 |
| 25 km  | Peggy Büchse · Alemanha | 5:32:36.4 | Edith van Dijk · Países Baixos | 5:36:05.5 | Yvetta Hlaváčová · Chéquia | 5:38:08.3 |

### Nado sincronizado
Feminino
| Evento | Ouro                                       | Ouro   | Prata                                         | Prata  | Bronze                                       | Bronze |
| Solo   | Olga Sedakova · Rússia                     | 99.160 | Marianne Aeschbacher · França                 | 97.520 | Christina Thalassinidou · Grécia             | 95.360 |
| Dueto  | Rússia · Yelena Azarova · Mariya Kiselyova | 98.880 | França · Marianne Aeschbacher · Myriam Lignot | 96.920 | Itália · Giovanna Burlando · Manuela Carnini | 96.040 |
| Equipe | Rússia                                     | 98.880 | França                                        | 97.160 | Itália                                       | 95.480 |

### Saltos Ornamentais
Masculino
| Evento          | Ouro                            | Ouro   | Prata                     | Prata  | Bronze                   | Bronze |
| Trampolim 1 m   | Edwin Jongejans · Países Baixos | 420.75 | Joakim Andersson · Suécia | 387.60 | Boris Lietzow · Alemanha | 379.26 |
| Trampolim 3 m   | Dmitri Sautin · Rússia          | 670.38 | Jan Hempel · Alemanha     | 634.05 | Roman Volodkov · Ucrânia | 615.81 |
| Plataforma 10 m | Vladimir Timoshinin · Rússia    | 673.83 | Jan Hempel · Alemanha     | 662.46 | Dmitri Sautin · Rússia   | 648.84 |

Feminino
| Evento          | Ouro                  | Ouro   | Prata                       | Prata  | Bronze                            | Bronze |
| Trampolim 1 m   | Vera Ilina · Rússia   | 275.25 | Dörte Lindner · Alemanha    | 271.20 | Svetlana Alexeyeva · Bielorrússia | 240.72 |
| Trampolim 3 m   | Vera Ilina · Rússia   | 523.23 | Yulia Pajalina · Rússia     | 520.20 | Claudia Bockner · Alemanha        | 518.64 |
| Plataforma 10 m | Ute Wetzig · Alemanha | 444.24 | Conny Schmalfuss · Alemanha | 435.84 | Svetlana Timoshinina · Rússia     | 431.55 |

### Polo Aquático
| Evento    | Ouro   | Prata   | Bronze        |
| Masculino | Itália | Hungria | Alemanha      |
| Feminino  | Itália | Hungria | Países Baixos |

## Quadro de medalhas
| Ordem | País          | Medalha de ouro | Medalha de prata | Medalha de bronze | Total |
| ----- | ------------- | --------------- | ---------------- | ----------------- | ----- |
| 1     | Rússia        | 17              | 2                | 4                 | 23    |
| 2     | Alemanha      | 13              | 13               | 11                | 37    |
| 3     | Hungria       | 3               | 7                | 1                 | 11    |
| 4     | Bélgica       | 3               | 1                | 2                 | 6     |
| 5     | Finlândia     | 3               | 0                | 1                 | 4     |
| 6     | Dinamarca     | 2               | 2                | 2                 | 6     |
| 7     | Itália        | 2               | 1                | 6                 | 9     |
| 8     | Irlanda       | 2               | 1                | 0                 | 3     |
| 9     | Suécia        | 1               | 5                | 2                 | 8     |
| 10    | Países Baixos | 1               | 3                | 2                 | 6     |
| 11    | França        | 0               | 4                | 2                 | 6     |
| 12    | Ucrânia       | 0               | 3                | 1                 | 4     |
| 13    | Reino Unido   | 0               | 2                | 5                 | 7     |
| 14    | Polónia       | 0               | 2                | 3                 | 5     |
| 15    | Roménia       | 0               | 1                | 0                 | 1     |
| 16    | Noruega       | 0               | 0                | 2                 | 2     |
| 17    | Bielorrússia  | 0               | 0                | 1                 | 1     |
| 17    | Chéquia       | 0               | 0                | 1                 | 1     |
| 17    | Grécia        | 0               | 0                | 1                 | 1     |
| 17    | Espanha       | 0               | 0                | 1                 | 1     |
| Total | Total         | 47              | 47               | 48                | 142   |

Legenda
| Recorde mundial       | Recorde mundial (World record)               |                       | Recorde africano                      | Recorde africano (African) |                                           | Q | Classificado por posição (Qualified) |
| Recorde do campeonato | Recorde do campeonato (Championship record)  | Recorde da América    | Recorde da América (Americas)         | q                          | Classificado por melhor tempo (Qualified) |   |                                      |
| Melhor marca do ano   | Melhor marca do ano (World leading)          | Recorde asiático      | Recorde asiático (Asian)              | DNS                        | Não largou (Did not start)                |   |                                      |
| Recorde nacional      | Recorde nacional (National record)           | Recorde europeu       | Recorde europeu (European)            | DNF                        | Não terminou (Did not finish)             |   |                                      |
| Recorde pessoal       | Recorde pessoal do atleta (Personal best)    | Recorde da Oceania    | Recorde da Oceania (Oceania)          | DSQ / DQ                   | Desclassificado (Disqualified)            |   |                                      |
| Recorde da temporada  | Recorde da temporada do atleta (Season best) | Recorde sul-americano | Recorde sul-americano (South America) | NM                         | Sem marca (No mark)                       |   |                                      |